# Peach Blossom 500 1966
Peach Blossom 500 1966 var ett stockcarlopp ingående i Nascar Grand National Series (nuvarande Nascar Cup Series) som kördes 13 mars 1966 på den 1,0 mile (1,609 km) långa ovalbanan North Carolina Motor Speedway i Rockingham i North Carolina. Totalt avverkades 500 miles (804,672 km) fördelat på 500 varv. Banunderlaget var asfalt. Loppet vanns av Paul Goldsmith i en Plymouth på tiden 4:59.55 körande för Nichels Engineering. Goldsmiths snitthastighet uppgick till 100,027 mph. Prispotten uppgick till 60 595 dollar, varav 14 340 dollar gick till segraren.

## Resultat
| Plc     | Nr | Förare           | Team/ bilägare              | Konstruktör | Start | Varv | Ledda varv |
| ------- | -- | ---------------- | --------------------------- | ----------- | ----- | ---- | ---------- |
| 1       | 99 | Paul Goldsmith   | Nichels Engineering         | Plymouth    | 1     | 500  | 159        |
| 2       | 27 | Cale Yarborough  | Matthews Racing             | Ford        | 8     | 500  | 177        |
| 3       | 24 | Bobby Allison    | Betty Lilly                 | Ford        | 19    | 488  | 0          |
| 4       | 55 | Harold Smith     | Lyle Stelter                | Ford        | 27    | 480  | 0          |
| 5       | 04 | John Sears       | DeWitt Racing               | Ford        | 24    | 478  | 0          |
| 6       | 46 | Roy Mayne        | Tom Hunter                  | Chevrolet   | 26    | 475  | 0          |
| 7       | 64 | Elmo Langley     | Langley-Woodfield Racing    | Ford        | 14    | 272  | 0          |
| 8       | 9  | David Pearson    | Owens Racing                | Dodge       | 2     | 270  | 25         |
| 9       | 97 | Henley Gray      | Gray Racing                 | Ford        | 35    | 265  | 0          |
| 10      | 83 | Worth McMillion  | Worth McMillion             | Pontiac     | 38    | 452  | 0          |
| 11      | 19 | J.T. Putney      | J.T. Putney                 | Chevrolet   | 13    | 440  | 0          |
| 12      | 87 | Neil Castles     | Buck Baker Racing           | Oldsmobile  | 29    | 430  | 0          |
| 13      | 88 | Buddy Baker      | Buck Baker Racing           | Chevrolet   | 15    | 424  | 0          |
| 14      | 20 | Clyde Lynn       | Negre Racing                | Ford        | 16    | 424  | 0          |
| 15      | 02 | Doug Cooper      | Bob Cooper                  | Plymouth    | 32    | 423  | 0          |
| 16      | 70 | J.D. McDuffie    | McDuffie Racing             | Ford        | 44    | 420  | 0          |
| 17      | 21 | Marvin Panch     | Wood Brothers Racing        | Ford        | 6     | 402  | 17         |
| 18      | 41 | Curtis Turner    | Wood Brothers Racing        | Ford        | 3     | 376  | 12         |
| 19      | 48 | James Hylton     | Bud Hartje                  | Dodge       | 12    | 302  | 0          |
| 20      | 14 | Jim Paschal      | Tom Friedkin                | Plymouth    | 17    | 276  | 33         |
| 21      | 1  | Paul Lweis       | Paul Lewis                  | Plymouth    | 25    | 275  | 0          |
| 22      | 10 | Tiny Lund        | Larry DeBeau                | Ford        | 33    | 267  | 0          |
| 23      | 74 | Gene Black       | Gene Black                  | Ford        | 42    | 266  | 0          |
| 24      | 38 | Wayne Smith      | Archie Smith                | Chevrolet   | 39    | 221  | 0          |
| 25      | 67 | Buddy Arrington  | Arrington Racing            | Dodge       | 22    | 196  | 0          |
| 26      | 28 | Fred Lorenzen    | Holman Moody                | Ford        | 10    | 193  | 24         |
| 27      | 33 | Bub Strickler    | Curtis Satterfield          | Chevrolet   | 28    | 148  | 0          |
| 28      | 95 | Gene Cline       | Gene Cline                  | Ford        | 43    | 147  | 0          |
| 29      | 29 | Dick Hutcherson  | Holman Moody                | Ford        | 5     | 132  | 0          |
| 30      | 98 | Sam McQuagg      | Nichels Engineering         | Dodge       | 9     | 131  | 26         |
| 31      | 9  | Roy Tyner        | Roy Tyner                   | Chevrolet   | 37    | 101  | 0          |
| 32      | 12 | LeeRoy Yarbrough | Jon Thorne                  | Dodge       | 18    | 89   | 17         |
| 33      | 34 | Wendell Scott    | Scott Racing                | Ford        | 21    | 79   | 0          |
| 34      | 50 | Bunkie Blackburn | Jim Bangsberry              | Chevrolet   | 23    | 53   | 0          |
| 35      | 43 | Darel Dieringer  | Petty Enterprises           | Plymouth    | 11    | 52   | 0          |
| 36      | 11 | Ned Jarrett      | Bondy Long                  | Ford        | 7     | 35   | 0          |
| 37      | 26 | Bobby Isaac      | Junior Johnson & Associates | Ford        | 4     | 34   | 10         |
| 38      | 66 | Toy Bolton       | Toy Bolton                  | Chevrolet   | 30    | 27   | 0          |
| 39      | 77 | Joel Davis       | Harold Mays                 | Plymouth    | 41    | 17   | 0          |
| 40      | 85 | Harold Dunnaway  | i.u.                        | Plymouth    | 36    | 14   | 0          |
| 41      | 59 | Tom Pistone      | Pistone Racing              | Ford        | 20    | 13   | 0          |
| 42      | 45 | Tex McCullough   | Seifert Racing              | Ford        | 40    | 5    | 0          |
| 43      | 7  | Bobby Johns      | Shorty Johns                | Chevrolet   | 34    | 4    | 0          |
| 44      | 49 | G.C. Spencer     | GC Spencer Racing           | Plymouth    | 31    | 1    | 0          |
| Källor: |    |                  |                             |             |       |      |            |